# Área protegida da Arriba Fóssil da Caparica
El Área protegida da Arriba Fóssil da Caparica fue creada en 1984 a través del Decreto Ley 168/84 de 22 de mayo, abarcando un área total de 1570 hectáreas de largo de una parcela de riberas altas (alcanzando los 70 m de altura). Esta área se encuentra situada entre la costa da Caparica y la Fonte da Telha.